# Amaneti
Amaneti (włos. L'ultima volonta; pol. Testament) – albańsko-włoski film fabularny z 2014 roku w reżyserii Namika Ajaziego.

## Opis fabuły
Akcja filmu rozgrywa się w komunistycznej Albanii, w ostatnich latach życia dyktatora Envera Hodży. Bohaterem filmu jest Mentor Hasa, wysokiej rangi funkcjonariusz służb specjalnych Sigurimi. Uświadamia on sobie, że reżim, któremu służy, jest zbrodniczy i dla dobra syna postanawia zmienić swoje życie.
Film miał być realizowany w 2009, ale z powodów finansowych rozpoczęto zdjęcia cztery lata później. Zdjęcia do filmu realizowano w Tiranie, Pogradcu, Rubiku, w kopalniach Bulqizy, a także we Włoszech.

## Obsada
- Amos Zaharia jako Martini
- Muzafer Zifla jako Mentor Hasa (głos: Andrea Galata)
- Alfred Trebicka jako Sokol
- Violeta Trebicka jako Terezina
- Adele Gjoka jako Eva
- Shyqyri Caushaj jako Frani
- Sadush Ylli jako Nazif
- Sokol Angjeli jako profesor (głos: Stefano Romani)
- Alessandro Bianchi jako Martin
- Chiara de Caroli jako spikerka radiowa
- Orio Scaduto jako policjant śledczy
- Flora Vona jako Frida
- Manuela Vellini jako Lida (głos: Eva Alikaj)
- Sulejman Dibra jako zaufany człowiek